# 徐州府

徐州府在江苏省的位置（1820年）

徐州府是清朝在今江苏省、安徽省境设置的一个府。
在明朝，徐州是隶属于南直隶的一个直隶州，下辖丰县、沛县、萧县和砀山县。清朝雍正十一年（1733年），徐州直隶州扩大为徐州府，同时设立首县铜山县；并废除1725年所设的邳州直隶州，将邳州、宿迁县、睢宁县均归属徐州府。因此徐州府共辖7县1州，辖区范围基本上相当于今日江苏省徐州市辖境、宿迁市市区，以及隶属安徽省宿州市的萧县和砀山县。